# Сотер
Сотери су спаситељи, избављивачи или искупитељи човечанства. Под сотерима подразумевају се представници монотеистичких религија, Исус Христос, Буда и Мухамед.
Реч Сотер потиче из грчког језика што у преводу значи спасилац.
Наука која се бави спасењем назива се сотерологија.